# HMS Antelope (1703)
HMS Antelope — 50-гарматний лінійний корабель 4 рангу Королівського флоту, спущений на воду в місті Ротерхіт 13 березня 1703 року. Судно було перебудоване одного разу за час служби, і брало участь в Семирічній війні та Війні за незалежність США. Четвертий з кораблів названих «Antelope».

## Служба
16 червня 1756 року, судно припливло з Англії в Гібралтар з віце-адміралом сером Едуардом Хоуком, 1-м Бароном Хоуком і контр-адміралом Чарльзом Сондерсом на борту. Воно прибуло туди на 3 липня з тим, щоб змінити Адмірала Джона Бінга. Бінг повернувся в Англію на HMS Antelope, вийшовши 9 липня і досягнувши Спитхеда 26-го. Тут він був заарештований, потім висаджений на берег 19 серпня. (Суд над ним почався на борту HMS Monarch 27 грудня).
1757 року — капітан Олександр Артур Худ(англ. Alexander Arthur Hood), крейсував біля Бреста. Після короткого бою 15 травня з французьким судном «Аквілон», супротивник був загнаний на скелі в бухті Одьерн, де й зазнав катастрофи.
У 1758 році Худ переведений на HMS Minerva.
1758 року — капітан Томас Сумарес (англ. Thomas Saumarez), призначений крейсувати в Брістольському каналі. У листопаді капітан Сумарес був в асамблеї, коли було отримано звістку, що французький Belliqueux, перебуває в Ірландському морі. Заявивши, що візьме супротивника до наступної ночі, він поспішно покинув товариство, і до світанку поставив свій корабель борт до борту з Belliqueux. Опір було формальним, Belliqueux здався лише побачивши Antelope. Капітан Сумарес відвів Belliqueux в порт, де той був придбаний Королівським флотом. Томас Сумарес був згодом призначений капітаном Belliqueux, і 1761 року повів його в Вест-Індію.
1759 року — капітан Джеймс Уебб (англ. James Webb), з ескадрою коммадора Вільяма Бойза (англ. William Boys) блокував Тюро (фр. Thurot) у Дюнкерку протягом усього літа й на початку осені. Було відомо, що француз зібрав експедицію, але місце її призначення невідоме, а 15 жовтня, коли Бойз був відігнаний з позиції штормом, Тюро вислизнув з шістьма фрегатами і корветами, маючи на борту військо чисельністю 1300 осіб, і пішов до шведського Гетеборга.
1761 року — капітан Томас Грейвз. Повів корабель в Північну Америку для захисту рибальства, та залишок війни продовжував служити як губернатор і головнокомандувач Ньюфаундленда.
1762 року — капітан Томас Грейвз, бухта Плацентія, Ньюфаундленд, як губернатор острова. Французький флот мсьє де Тьерне (фр. de Tiernay) з Бреста, з 1500 військ під командуванням графа д'Оссонвіля (фр. d'Haussonville) на борту, 24 червня увійшов і захопив місто Сент-Джон. Капітан Грейвз негайно послав повідомлення коммодору лорду Колвіллу у Галіфакс, і той приєднався до нього в блокаді французів. 11 вересня були доставлені англійські війська з Луїсбургу на Кап-Бретон. Під час шторму 16 липня де Тьерне просочився через блокаду і, кинувши свої війська, пішов у Францію.
Дорогою додому в Англію Antelope зустрів HMS Marlborough, капітан Томас Барнетт (англ. Thomas Burnett), який вийшов з Гавани, але вони розділилися, потрапивши в дуже погані погодні умови. Marlborough дістав таку сильну пробоїну, що довелося скинути за борт гармати, а помпи продовжували працювати. Antelope зняв всіх людей і 29 листопада потопаючий Marlborough був кинутий.
Під час Війни за незалежність США був флагманом Ямайської станції.
30 жовтня 1783 року — виключений зі списків і проданий.